# Samsung Galaxy S4 Zoom
El Samsung Galaxy S4 Zoom es un camaráfono, es decir, una cámara digital con teléfono inteligente y, por tanto, con el que se pueden realizar y recibir llamadas. Cuenta con sistema operativo Android 4.2 Jelly Bean. Une en un mismo dispositivo un teléfono Samsung Galaxy S4 Mini, con una Samsung Galaxy Camera de 16 megapíxeles, lente de 24 mm gran angular, zoom óptico 10x (es decir, de diez aumentos) y flash de xenón.
El lanzamiento de este dispositivo fue anunciado el 12 de junio de 2013 en Londres, habiendo comenzado su comercialización a partir de dicha fecha.